# Simon Vouet
Simon Vouet, ou Simon Voüet, né le 9 janvier 1590 à Paris où il est mort le 30 juin 1649, est un artiste-peintre français, l'un des plus importants du XVIIe siècle.

## Biographie
Simon Vouet naît à Paris en 1590. Son frère cadet Aubin Vouet (1595-1641) est également peintre. Leur père, le peintre Laurent Vouet, lui apprend les rudiments de l’art et Vouet s’adonne d’abord aux portraits.
Il voyage en Angleterre vers 1604-1606 et fait partie de la suite du baron de Sancy, ambassadeur de France en poste à Constantinople, où il séjourne de 1611 à 1612. Il y peint le portrait de Mustafa 1er.

### Séjour en Italie
Il entame ensuite un long séjour en Italie, visitant Venise en 1612-1613, avant de s'établir à Rome, où il demeure jusqu'à son retour en France, sauf de 1620 à 1622 où il est employé à Gênes par les princes Doria et se rend aussi à Milan.
À Rome, il connaît un grand succès, travaillant à la décoration d'églises comme celle de San Lorenzo in Lucina et obtenant même une commande pour la basilique Saint-Pierre (l'Adoration de la croix, œuvre détruite au XVIIIe siècle mais dont il subsiste plusieurs esquisses). Vouet travaille notamment pour le cardinal Barberini, futur pape Urbain VIII, et reçoit de nombreuses commandes privées en plus de celles des institutions ecclésiastiques.
Sa réputation est connue même en France puisque dès 1617, le roi augmente la pension qui lui était déjà allouée. Il peint des scènes de genre et des sujets religieux.
Dans la cité papale, il se lie d'amitié avec plusieurs des nombreux peintres français établis à Rome. Jacques de Létin est de ceux-là. Il est également en relation avec Nicolas Poussin et Claude Mellan, ainsi qu'avec les grands peintres italiens contemporains. Devenu l'un des meilleurs représentants du baroque romain, il est, du fait de son prestige, nommé à la tête de l'Academie Saint Luc en 1624.
En 1626, il épouse Virginia Vezzi, elle-même peintre, et dont il reprend les traits quand il peint des Vierges et des madones. Il en fait par exemple le portrait en Marie Madeleine vers 1627 dans son Virginia Vezzi, épouse de l'artiste, en Marie Madeleine.
Plusieurs des œuvres qu'il a réalisées durant sa période italienne demeurent in situ dans les églises pour lesquelles elles ont été peintes, à Rome, Gênes ou encore Naples. À Rome, son art est inspiré du Caravage et de son clair-obscur, mais montre aussi une très bonne connaissance et assimilation des leçons d'autres écoles de peinture, notamment la bolonaise.

### En France, de 1627 à 1649

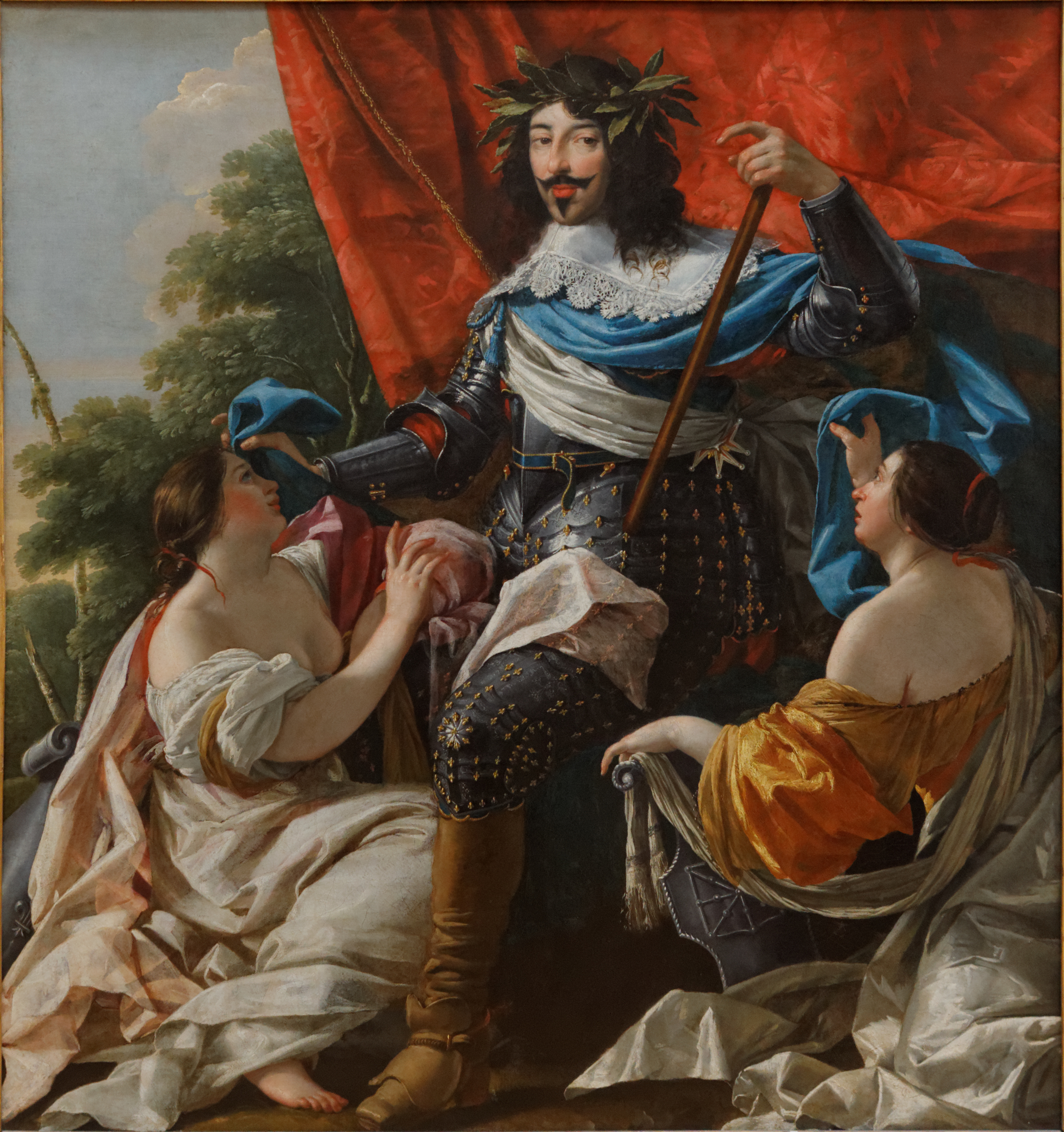
Portrait de Louis XIII entre deux figures de Femmes
symbolisant la France et la Navarre
Paris, musée du Louvre.

Alors qu'il jouit d'une très grande renommée, Simon Vouet rentre brusquement en France en 1627, suivant les recommandations pressantes de Maximilien de Béthune (duc de Sully). Il importe en France le style baroque italien et domine la scène artistique jusqu'à sa mort.
Au fait de toutes les innovations italiennes, notamment dans le domaine du grand décor, il les adapte pour Louis XIII et Richelieu et est rapidement submergé de commandes. Louis XIII le nomme premier peintre du Roi et lui commande des portraits, des cartons de tapisserie et des peintures pour les palais du Louvre et du Luxembourg et pour le château de Saint-Germain-en-Laye. En 1632, il œuvre sur les chantiers du cardinal de Richelieu, au palais cardinal (actuel Palais-Royal) et au château du Val de Ruel.
Il met alors rapidement en place un important atelier destiné à le seconder dans ses travaux, atelier où sont formés presque tous les grands peintres de la génération suivante. Il est également l'ami de Claude Vignon, l'un des peintres parisiens les plus actifs.
Son talent est mis à profit aussi bien dans le domaine de la peinture religieuse que profane. Il élabore un système décoratif qui faisait alors défaut en France et introduit la mythologie et les figures allégoriques dans le décor des hôtels particuliers et des châteaux. L'Allégorie de Richesse serait un de ces nombreux et brillants fragments qui témoignent de ces ensembles, sur lesquels le sort semble s'être acharné : aucun ne nous est parvenu intact.
Il décore le château du président de Fourcy, à Chessy, l’hôtel Bullion, le château du maréchal d'Effiat à Chilly, l’hôtel du duc d’Aumont, la chapelle Séguier, la galerie du château de Wideville.
En octobre 1638 meurt son épouse, lui laissant cinq enfants (âgés de onze ans pour l'aînée, de quelques mois pour le dernier-né). Il se remarie en juin 1640.
Sa gloire souffre du séjour à Paris de Poussin, de 1640 à 1642.
Simon Vouet meurt  le 30 juin 1649. Il est inhumé à Paris dans l'église Saint-Jean-en-Grève, aujourd'hui disparue.

## Style et postérité
Simon Vouet est l'emblème d'une peinture baroque française. « Si Le Brun, David ou, d'une certaine façon, Delacroix existèrent, c'est qu'il y eut d'abord Simon Vouet », dit Denis Lavalle, inspecteur en chef des monuments historiques. Simon Vouet introduisit en France le goût des compositions amples, des perspectives théâtrales, des attitudes déclamatoires, des têtes d'expression, les poses recherchées et les couleurs brillantes.

### Expositions
- 1990 : rétrospective de l'œuvre de Simon Vouet aux Galeries nationales du Grand Palais.
- 2002-2003 : exposition Simon Vouet ou l'éloquence sensible au Musée des beaux-arts de Nantes, du 5 décembre 2002 au 20 février 2003, consacrée aux dessins de la période française de la Staatsbibliothek de Munich.
- 2008-2009 : exposition (reconnue d'intérêt national[7]) Simon Vouet, les années italiennes (1613-1627) du 21 novembre 2008 au 23 février 2009 au Musée des Beaux-Arts de Nantes[8], réalisée en collaboration avec le Musée des beaux-arts et d'archéologie de Besançon[9], où elle a été présentée du 26 mars au 29 juin 2009.

## Œuvres

### Peinture
Les toiles de Vouet sont disséminées dans de nombreux musées dans le monde entier, surtout en Europe et avec une forte représentation en France.

### Tapisserie (cartons)
- Renaud et Armide, Renaud dans les bras d'Armide (1630-1660), Paris, musée du Louvre
- Moïse sauvé des eaux (Ancien Testament), Paris, musée du Louvre
- La vie d' Ulysse (travaux d'Ulysse)
- Judith, pinacothèque de Munich
- Le Christ à la colonne, ou Eustache Le Sueur?, Paris, musée du Louvre
- Polymnie, Muse de l'éloquence, Paris, musée du Louvre
- La Cène, musée des beaux-arts de Lyon

### Dessins

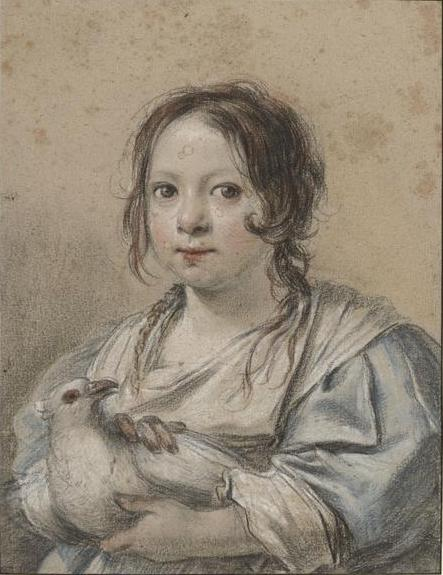
Portrait d'Angélique Vouet (1635-1638), pastel sur papier, Paris, musée du Louvre.

- Portrait d'Angélique Vouet (fille de l'artiste) (1635-1638), pastel sur papier, Paris, musée du Louvre.
- La joueuse de luth, fusain et rehauts de craie, 24 x 25 cm, Gray (Haute-Saône), musée Baron-Martin.
- Portrait du cardinal Jules Mazarin, pastel sur papier, vers 1642, 27.5 x 20 cm, musée du Louvre.
- Portrait de jeune homme, à mi-corps, vêtu d'une cape, H.0,164 ; L. 0,132 m[10]. Paris, Beaux-Arts de Paris[11],[12]. Cette feuille, réalisée à la pierre noire très grasse, technique chère à l'artiste, est à rattacher à la période italienne de l'artiste. Le visage est étudié rapidement et à grands traits, d'épaisses hachures rendent le modelé et soulignent une architecture très affirmée : arcades et pommettes saillantes, nez vigoureux, orbites creusées par l'ombre. Le format réduit et l'exécution rapide montrent que c'est une feuille d'atelier, que l'on peut rapprocher des mises en page de ses tableaux portraits "italiens", sans doute préparatoire à une gravure ou un tableau.
- Portrait d'homme vu de face, pierre noire. H. 0,132 ; L. 0,095 m[13]. Paris, Beaux-Arts de Paris[14]. Le cadrage autour du visage de cet homme est serré et les indications vestimentaires se limitent au col. Vouet se concentre dans cette étude sur le rendu de l'expression, voire de la personnalité sans subir les contraintes de conventions d'aucune sorte. De l'attitude frontale choisie il en existe peu d'exemples dans l'œuvre de l'artiste qui prend le parti d'une recherche approfondie en quête de vérité.
- Étude de femme drapée en buste, pierre noire et craie sur papier brun clair. H. 0,145 ; L. 0,200 m[15]. Paris, Beaux-Arts de Paris. Ce dessin est préparatoire à une figure du groupe de la représentation de Moïse sauvé des eaux pour l'un des cartons de la Tenture de l'Ancien Testament, réalisés par l'artiste dès son retour d'Italie en 1627. Le dessin traduit la délicatesse de la figure qui se penche vers Moïse au bord de l'eau.
- Femme drapée, vue en pied, inclinée vers la gauche, pierre noire avec rehauts de blanc, sur papier brun. H. 0,389 ; L. 0,217 m[16]. Paris, Beaux-Arts de Paris. Ce dessin a été rapproché de la figure de Chariclée de la tapisserie Ulysse endormi est débarqué à Ithaque, laquelle doit être mise en relation avec le tableau Ulysse abordant dans l'île d'Ithaque (hôtel de Bullion). La facture n'est pas habituelle pour un artiste tel que Vouet, il s'agirait plutôt d'un travail d'atelier de la main d'un de ses élèves.
- Rébecca au puits rencontrant le serviteur d'Abraham, sanguine sur papier beige. H. 0,158 ; L. 0,191 m[17]. Paris, Beaux-Arts de Paris. Aucune trace ne subsiste d'un tableau consacré par le peintre à la rencontre entre Rébecca et Eliezer (Genèse, XXIV, 10-25) ; le sujet est cependant bien identifiable. Vouet dispose les deux personnages auprès du puits entourés par les chameaux d'Abraham et les deux hommes qui étaient avec Eliezer, selon une formule dont il pouvait avoir eu connaissance, notamment par les interprétations dues à Véronèse. Cette scène se rattache à la veine réaliste de l'artiste qui met en avant le mouvement et l'animation des personnages.
- Atelier de Simon Vouet, Le Christ sauveur du monde, pierre noire, estompe, avec rehauts de blanc sur papier brun. H. 0,159 ; L. 0,151 m[18]. Paris, Beaux-Arts de Paris. Simon Vouet traita un sujet proche dans un tableau perdu représentant Le Christ au roseau avec la Vierge, qui fut gravé par Pierre Daret en 1652. Il faut que le dessinateur de cette feuille ait été à la fois très proche de Vouet, soumis à son ascendant et même rompu à l'imitation de son style, pour reproduire dans cette feuille quelques détails caractéristiques de sa manière, comme le pli du vêtement et les doigts crispés, crochus jusqu'à la difformité.

### Peinture de l'atelier de Simon Vouet
Des copies de peintures de Simon Vouet exécutées par ses élèves sont issues de son atelier.
- Saint Sébastien (1618-1620), Sarah Campbell Blaffer Foundation (États-Unis)
- l'Intelligence, la Mémoire et la Volonté, musée du Capitole, Rome
- Vierge à l'Enfant à la rose, musée des beaux-arts de Marseille
- Sainte Marie Madeleine, Galerie nationale, Rome
- Allégorie des Beaux-Arts, Galerie nationale, Rome
- Allégorie de la Paix, Galerie nationale, Rome
- Allégorie de la Charité (1640-1645), musée d'art et d'histoire, Draguignan
- Assomption de la Vierge, copie inversée dans la chapelle Saint-Symphorien de Vernègues [19]
- Diane, Somerset House, Londres
- La Vierge et l'Enfant avec un ange, musée des beaux-arts de Caen
- Le Suicide de Lucrèce, Narodni Galerie, Prague
- La Charité Romaine, Musée Bonnat, Bayonne
- Mise au tombeau, Fitzwilliam Museum, Cambridge
- Le Martyre de Saint-Eustache, église Saint-Eustache, Paris
- Diane, Royal Collection, Hampton Court
- Hercule parmi les Olympiens, Royal Collection, Hampton Court
- Minerve, musée de l'Ermitage, Saint-Pétersbourg
- Vierge à l'Enfant, musée de l'Ermitage, Saint-Pétersbourg
- Vierge à l'Enfant, Ashmolean Museum, Oxford
- Vierge à l'Enfant, Musée Magnin, Dijon
- Apollon et les Muses, musée des beaux-arts, Budapest

## Élèves
- Thomas Blanchet (1614-1689)
- Michel Corneille l'Ancien (1601-1664)
- Nicolas Chaperon (1612-1656),
- Michel Dorigny (1616-1665),
- Charles Le Brun (1619-1690),
- Eustache Le Sueur (1616-1655),
- Pierre Mignard (1612-1695),
- Claude Mellan (1598-1688),
- Abraham Willaerts (1603-1669), peintre hollandais

#### Sources anciennes
- (nl) Cornelis de Bie, Het Gulden Cabinet, 1662, p. 243
- Simon Voüet, premier peintre du roy, dans Charles Perrault, Des hommes illustres qui ont paru en France pendant ce siècle, tome 2, 1700, p. 89-90 (lire en ligne)

#### Expositions, colloques et monographies
- Barbara Brejon de Lavergnée, Inventaire général des dessins. École française. Dessins de Simon Vouet 1590-1649, Paris, éd. de la Réunion des musées nationaux, 1987.
- Barbara Brejon de Lavergnée, Jacques Thuillier, Denis Lavalle, Vouet, cat. exp. Paris, Galeries nationales du Grand Palais, 1990-1991, Paris, éd. de la Réunion des musées nationaux, 1990.
- Richard Harprath, Barbara Brejon de Lavergnée, Helge Siefert, Simon Vouet : 100 neuentdeckte Zeichnungen aus den Beständen der Bayerischen Staatsbibliothek, cat. exp. Munich, Neue Pinakothek, 1991.
- Stéphane Loire (dir.), Simon Vouet, actes du colloque international de 1991, rencontres de l'Ecole du Louvre, Paris, La Documentation française, 1992.
- Françoise Chaserant, Ivonne Papin Drastik, Autour de Simon Vouet, cat. exp. Coutances, musée Quesnel-Morinière, 1996, et Le Mans, musée de Tessé, 1996-1997, Le Mans, 1996.
- Simon Vouet ou l'éloquence sensible : dessins de la Staatsbibliothek de Munich, cat. exp. Nantes, musée des Beaux-Arts, 2002-2003, Paris, éd. de la Réunion des musées nationaux, 2002.
- Jean-Luc Nancy, Dominique Jacquot, Maximilien Durand, Éclairages sur un chef-d'œuvre : "Loth et ses filles" de Simon Vouet, cat. exp. Strasbourg, musée des Beaux-Arts, 2005, Strasbourg, musées municipaux des Beaux-Arts, 2005.
- Blandine Chavanne, Emmanuel Guigon, Simon Vouet (les années italiennes 1613 - 1627), cat. exp. Nantes, musée des Beaux-Arts, 21 novembre 2008-23 février 2009, et Besançon, musée des Beaux-Arts et d'Archéologie, 27 mars-29 juin 2009, Paris, Hazan, 2008.
- Olivier Bonfait, Hélène Rousteau-Chambon (dir.), Simon Vouet en Italie, actes du colloque, Nantes, Archives départementales et musée des Beaux-Arts, Rennes, Presses Universitaires de Rennes, 2011.

#### Articles
- Hermann Voss, « Die Caravaggeske Frühzeit von Simon Vouet und Nicolas Régnier : ein Beitrag zur französischen Kunstgeschichte des 17. Jahrhunderts », Zeitschrift für Bildende Kunst, 1924-1925, 58, p. 56-67 et 122-128.
- Ferdinand Boyer, « Simon Vouet, Nicolas Poussin, Claude Lorrain et le principat de l'Académie romaine de Saint-Luc », Bulletin de la Société de l'Histoire de l'Art français, année 1949, 1950 p. 79-85. (Lire en ligne)
- Monique Lavallée, « Projet de catalogue des dessins de Simon Vouet », La Revue des arts, 1951, 2, p. 114.
- Jacques Bousquet, « Documents sur le séjour de Simon Vouet à Rome », Mélanges d'archéologie et d'histoire t. 64, 1952. p. 287-300 (Lire en ligne).
- Donald Posner, « Book reviews : the painting of Simon Vouet », The Art Bulletin, 1963, 45, 3, p. 286-291.
- Pierre-Marie Auzas, « Un "Vœu de Louis XIII" méconnu », Revue du Louvre, 1964, 2, p. 85-92.
- Jacob Bean, « Simon Vouet : an early and a late drawing for the engraver », Master drawings, 1965, 3, p. 50-53.
- Erich Schleier, « A bozzetto by Vouet, not by Lanfranco », The Burlington magazine, 1967, 109, 770, p. 272-276.
- Louis-Henri Collard, « Le maître-autel de l'ancienne église Saint-Paul à Paris », Archives de l'art français, t. XXIII, 1968, p. 97-109.
- Erich Schleier, « Vouet's destroyed St Peter altar piece : further evidence », The Burlington magazine, 1968, 110, 787, p. 573-574.
- Erich Schleier, « Two new modelli for Vouet's St Peter altar piece », The Burlington Magazine, 1972, 114, 827, p. 91-92.
- Jean-Pierre Cuzin, « Jeunes gens par Vouet et quelques autres : notes sur Vouet portraitiste en Italie », Revue du Louvre, 1979, 1, p. 15-29.
- Pierre Rosenberg, « A Vouet drawing from the artist's roman period », Master drawings, 1990, 28, 3, p. 310-314.
- Ann Tzeutschler Lurie, « The Repentant Magdalene by Simon Vouet », The Bulletin of the Cleveland museum of art, 1993, 80, 4, p. 158-163.
- Xavier Salmon, « Un Dessin inédit de Simon Vouet (1590 - 1649) à Bordeaux », Revue du Louvre, 1993, 1, p. 24-27.
- Erich Schleier, « Nuove proposte per Simon Vouet, Charles Mellin e Giovanni Battista Muti », dans Poussin et Rome, actes du colloque de Rome, 1994, p. 153-167.
- Hélène Guicharnaud, « Simon Vouet : "Jeune femme drapée vue de profil gauche" », L'Estampille L'Objet d'art, 1996, 308, p. 83-84.
- Rossella Vodret, « Simon Vouet, 1617 : una "Buona ventura" per Cassiano dal Pozzo », Bollettino d'arte, 1996, 98, p. 89-94.
- Anna Lo Bianco, « Simon Vouet à Rome : la chapelle de l'Immaculée Conception à San Francesco a Ripa », Revue de l'art, 1996, 114, p. 81-86. (Lire en ligne)
- Anne Delvingt, « Une typologie particulière du retable français de la première moitié du XVIIe siècle : les retables à double étage peints par Simon Vouet », Annales d'histoire de l'art et d'archéologie, t. XIX, 1997, p. 109-128.
- Arnauld Brejon de Lavergnée, « Notes parisiennes : Philippe de Champaigne et non Le Sueur, Le Sueur et non Vouet », dans Curiosité. Études d’histoire de l’art en l’honneur d’Antoine Schnapper, Paris, 1998, p. 47-51.
- Barbara Brejon de Lavergnée, « Le Décor de Simon Vouet pour la volière du château de Wideville : deux nouveaux dessins », dans Actes du colloque Dessins français aux XVIIe et XVIIIe siècles, Rencontres de l'École du Louvre, 24 et 25 juin 1999, p. 105-113.
- Lorenzo Pericolo, « À propos de l'auteur du "Christ à la colonne" du Louvre : Vouet, Le Sueur ou Le Brun ? », Revue du Louvre, 2001, 5, p. 41-49.
- Loredana Lorizzo, « Cardinal Ascanio Filomarino's purchases of works of art in Rome : Poussin, Caravaggio, Vouet and Valentin », The Burlington Magazine, 2001, 143, 1180, p. 404-411.
- Pierre Rosenberg, « Un Nouveau Vouet », Revue de l'art, 2006, 154, p. 78-79.
- (es) Frédéric Jiméno, « La influencia de Simon Vouet en Goya y sus contemporáneos », J. C. Lozano (dir.), Goya y el palacio de Sobradiel, Saragosse, Museo de Bellas Artes, Gobierno de Aragón, 2006, p. 167-211 (Lire en ligne)
- Stefano Pierguidi, « La Freccia in aria, ovvero la rappresentazione del tempo in pittura : "La Caccia di Diana" di Domenichino e "Le tre Parche" di Simon Vouet », Les Cahiers d'histoire de l'art, 2009.
- Adeline Collange, « Simon Vouet : les années italiennes », L'Estampille L'Objet d'art, 2009, 442, p. 30-39.
- Philippe Malgouyres, « Charles Mellin et Simon Vouet en Italie », dans Olivier Bonfait, Hélène Rousteau-Chambon (dir.), Simon Vouet en Italie, actes du colloque, Nantes, Archives départementales et musée des Beaux-Arts, Rennes, Presses Universitaires de Rennes, 2011, p. 69-84.
- R. Ward Bissell, « Simon Vouet, Raphael and the Accademia di San Luca in Rome », Artibus et historiae, 2011, 32, 63, p. 55-72.
- Nicolas Milovanovic, « Nouvelles lectures des allégories de Simon Vouet conservées au Louvre et à Versailles », Revue du Louvre, 2012, 1, p. 46-54.
- Arnauld Brejon de Lavergnée, « Simon Vouet and the high altar of the Chapel Royal at Saint-Germain-en-Laye », The Burlington Magazine, avril 2015, vol.CLVII, 1345, p. 236-240.